# Langbergia
Langbergia es un género extinto de cinodonto triracodóntido del Triásico inferior de Sudáfrica. La especie, L. modisei, fue nombrada en 2006 Langbergia se encontró en la formación Burgersdorp, en una parte de la Zona faunística de Cynognathus. Los cercanamente relacionados triracodóntidos Trirachodon y Cricodon se encontraron en la misma zona.